# 東野氏
東野氏（ひがしのし）は、日本の氏族。清和源氏の末裔で源為義13世孫の佐竹行重が祖であるとする説や、東野周防守行一を祖とする説などがある。
本貫とされる伊香郡余呉庄東野（現在の滋賀県長浜市余呉町東野）の他、滋賀県長浜市にも東野町（旧東浅井郡浅井町東野）という地名があり、当地の豪族東野氏が居住していたとされる館跡がある。

## 佐竹行重開祖説
東野太右衛門氏所蔵の系図によると、代々常陸国の領主であった佐竹氏は、行重の代に近江伊香郡東野に封じられ、東野豊前守正五位となった。しかしその後間もなく、信頼していた兄の佐竹義昭が、常陸の小山の合戦で討死との知らせを受けた行重は、世をはかなみ、比叡山に入り東野法師と号した。その後、出家を理由に家門が没収となるのを憂いた行重は、東野に戻り三千貫を領して東野氏の祖になったとする。現在の長浜市余呉町東野にある、八幡神社境内横の高台に「東野豊前守の墓」と記された碑が立てられている。
ただし通説によると、ここで兄とされている佐竹義昭は佐竹氏の嫡流で第17代当主とされ、清和源氏ではあるが為義流ではなく義光流とされる。また小山は常陸国ではなく下野国にあり、義昭の没年は小山城を攻めた1562年ではなく、1565年となっている。

## 東野周防守行一開祖説
東野左京家に伝わる「東野家来歴書」によると、南北朝時代初頭、佐竹行重説の120年余り前に、東野周防守行一が、余呉庄東野の西方、現在の行市山の山腹にあたる場所に、城を築いて本拠としたとある。その後、行一の孫にあたる行宗は道義入道と称し、余呉湖北方に連なる尾根の東端、堂木山に城を築き本拠地と改めた。また、この系図には行一から数えて5代目にあたる人物として、行重という名前が記されており、東野太右衛門氏所蔵の系図にある佐竹行重と同一人物の可能性もある。

## 武家として
近江は鎌倉時代より代々佐々木氏が守護職を世襲し、室町時代には佐々木氏信を祖とする京極氏が北近江を、佐々木泰綱を祖とする六角氏が南近江を守護として治めていた。1467年に応仁の乱が始まると、京極持清と六角高頼はそれぞれ東軍と西軍に分かれて互いに争うようになる。この時東野氏は京極氏の配下として、他の北近江の小領主と供に出陣した。東野氏は東野の東方東野山に居城を築き本拠地とした。
行重の嫡男・周防守行信は、京極氏から余呉庄の地頭に任じられる。1510年、行信は鳥居本での京極高清と六角氏綱の戦いにおいて、磯野員吉・井口宮内らとともに京極方として出陣し戦功を挙げる。その後も京極氏に従い転戦するが、一族から多くの戦死者を出すことになる。
京極家の実権が浅井亮政に握られると、浅井氏に仕えるようになる。3代目浅井長政が織田信長に敗北する寸前まで浅井を支えたが、1573年に浅井氏が滅亡した後には、東野に戻り閉居した。『東浅井郡史』によると、東野左馬助政行、千田采女正・西山旦右衛門らは防戦し、浅井久政の自害を助けている。
東野山にあった居城は、1583年の賤ヶ岳の戦いの際に堀秀政が砦として再構築し、実戦で使用された。現存する遺構も、その当時のものと考えられている。
行信の長男、左京進秀行は武士をあきらめ、曲直瀬道三に医学を学び、余呉中之郷で医業を始める。秀行の長男左京進行是は、一旦は丹羽氏に仕え1200石を与えられるが、後に浪人すると中之郷に帰り、医業を継いだ。
秀行の次男左馬助行信は、1585年近江国長浜城主となった山内一豊に召抱えられ、300石を得て再び武士となる。小田原征伐、関ヶ原の戦いに出陣し功をなす。関ヶ原の戦いの後、徳川家康から土佐国一国を与えられた一豊に従い、土佐に移る。そのため、土佐東野と近江東野と、系譜が分かれることになる。行信は7千石を与えられ、伊予守を名乗る。山内氏の重臣のひとりとなり、明治に至るまで代々高知城主の家臣として仕えた。行信の子、幸政は1400石を与えられ、江戸城や丹波篠山城の普請に関わった。大坂冬の陣には中備えの大将として従軍し、功をあげた。

## 現在の東野氏

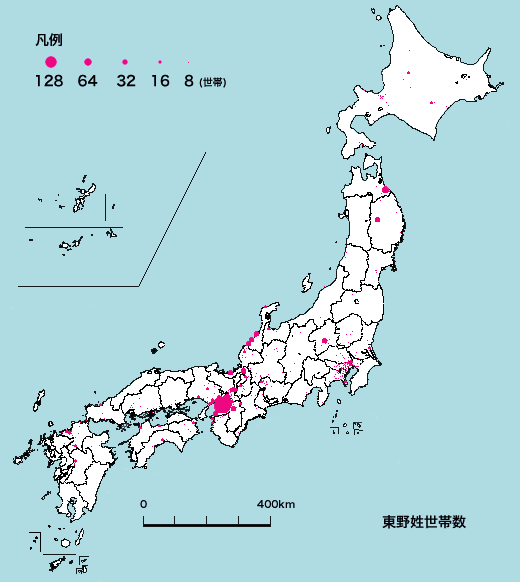
東野姓の電話帳登録分布

平成11年度電話帳データによると、東野姓（とうや・とうの等含む）の全国登録世帯数は4,025戸。
市町村別の最多の登録は、大阪府堺市で261世帯。世帯数で割った密度では、現在の滋賀県長浜市余呉町の2.76%が最高。おおむね近畿地方に集中している。

## 略系図
```
　　　　　　　　　　　　　　東野家来歴書系図

　　　　　　　　　　　　　　　東野周防守行一
　　　　　　　　　　　　　　　　　　┣━━━━━┳━━━━━┓
　　　　　　　　　　　　　　　　　 行広　　　　行守　　　　行成
　　　　　　　　　　　　　　　　　　┣━━━━━┓
　　　　　　　　　　　　　　　　　 行宗　 亀井播磨守義綱
　　　　　　　　　　　　　　　　　　┣━━━━━┳━━━━━┳━━━━━┓
　太右衛門氏所蔵系図　　　　　　　 是成　　　　直行　　　　就行　　　　粛山
　　　　　　　　　　　　　　　　　　┣━━━━━━━━┳━━━━━┳━━━━━┳━━━━━┓
　　東野豊前守行重 ---同一人物?--- 行重（左馬助）　赤尾行清　　　行邑　　　　行氏　　　　行忠
　　（佐竹行重）　　　　　　　　 （行成）
　　　　 ┃　　　　　　　　　　　　 ┣━━━━━━━━┳━━━━━┳━━━━━┳━━━━━┓
　　　　行友　　　　　　　　 周防守行信（左京進）　平野行定　　　行春　　　布施行親　土肥若狭守行裕
　　　　 ┃　　　　　　　　　　　　 ┣━━━━━━━━┳━━━━━┓
　　　　行成（左馬助）　　　　　　 秀行（左京進）　　行清　　　　行昌
　　　　 ┃　　　　　　　　　　　　 ┣━━━━━━━━┓
　　　　行信（左馬助）　　　　　　 行是（左京進）　　行信（左馬助）
　　　　 ┃　　　　　　　　　　　　 ┃　　　　　　　　┃
　　　　幸政　　　　　　　　　　　 行明　　　　　　　幸政
　　　　 ┃　　　　　　　　　　　　　　　　　　　　　 ┃
　　　　幸成　　　　　　　　　　　　　　　　　　　　 幸成（左馬助）
```